# Hadena pecirkai
Hadena pecirkai är en fjärilsart som beskrevs av Joukl. 1908. Hadena pecirkai ingår i släktet Hadena och familjen nattflyn. Inga underarter finns listade i Catalogue of Life.